# ジェーン・クーク・ライト
ジェーン・クーク・ライト（Jane Cooke Wright、1919年11月20日 – 2013年2月19日）は、化学療法への貢献で有名な先駆的な癌研究者および外科医であった。特に、ジェーンは、実験用マウスではなくヒト組織培養を使用して、癌細胞に対する潜在的な薬物の効果をテストする技術を開発したことで評価されている。彼女はまた、乳がんと皮膚がん（菌状息肉腫）を治療するためのメトトレキサートという薬の使用に関する先駆者であった。

## 生い立ちと教育
ジェーンはマンハッタンで公立学校の教師であるコリン・クークと、メハリー医科大学を卒業し、ハーバード大学医学部を最初に卒業したアフリカ系アメリカ人の1人であるルイス・T・ライトのもとに生まれた。 ジェーンの母の父、ルイス・トンプキンス・ライトは、医学家の出身であった。彼はベンケーキ医科大学を卒業した医師であるCeah Ketcham  Wright博士の子供であり、エール医科大学の最初のアフリカ系アメリカ人卒業生であるWilliam Fletcher Pennの継子であった。ジェーンの叔父であるハロルド・ダッドフォード・ウェストも医師であり、最終的にはメハリー医科大学の学長となった。 医師になるにあたり、ジェーンと彼女の妹のバーバラ・ライト・ピアスは、父親と祖父の足跡をたどり、性別と人種による偏見を克服し、白人男性が大部分を占めていた医学の世界で成功した。
ジェーンの家族は医学の学業成績における強い歴史がある。ライト家の最初の医療メンバーは、Ceah KetchamWright博士であった。 Ceahは奴隷として生まれ、南北戦争後、メハリー医科大学で医学の学位を取得した。ジェーンの継父であるウィリアム・フレッチャー・ペン博士は、エール医科大学を卒業した最初のアフリカ系アメリカ人であった。最後に、ジェーンの父親であるルイス・T・ライト博士は、ジェーンが最大のインスピレーションを得た人物であり、ハーバード大学医学部でM.D.を取得した最初の黒人学生であり、ニューヨーク市の公立病院に勤めた初めてのアフリカ系アメリカ人医師であった。ハーレム病院での30年間の勤務中に、ハーレム病院がん研究財団を設立し、指揮した。
ジェーンはもともと芸術の学位を取得したいと思いスミス大学に通っていたが、ジェーンの父は医学部進学課程に変更することを提案した。スミス大学で学んだ後、ジェーンはニューヨーク医科大学で医学を学ぶための奨学金を獲得した。彼女は1945年に早期の3年間のプログラムを終え優等学位を取得して卒業した。医学部を卒業した後、ライト博士は1945年と1946年にベルビュー病院でインターンを行った。1947年に、彼女は弁護士のデビッドD.ジョーンズ・ジュニアと結婚した。1949年に、彼女は1948年に父が勤務しているハーレム病院での研修を修了した。
子供の頃、ライトはエシカルカルチャーフィールドストンスクールに通い、その後「エシカルカルチャー」スクールと「フィールドストンスクール」に通い、1938年に卒業した。1942年にスミスカレッジで芸術の学位を取得して卒業し、その後1945年にニューヨーク医科大学で医学の学位を取得し、優等で卒業した。

## 経歴
医学部卒業後、彼女はベルビュー病院（1945–46）とハーレム病院（1947–48）で研修を行い、ハーレム病院で主任研修医としての任期を終えた。1949年に彼女は父が設立した ハーレム病院癌研究センターで研究を開始し、1952年に父が亡くなったときにダイレクターとして職務を引き継いだ。1955年、ジェーンはニューヨーク大学ベルビュー医療センターで、外科研究の准教授および癌研究の部長として働き始めた。
1949年、ライト博士はハーレム病院の癌研究財団に加わり、父と働き始めた。研究所にいる間、彼女と彼女の父は化学療法剤への興味を。彼らは、化学療法を誰にとっても利用しやすいものにすることに関心があった。 1940年代には、化学療法は新しい手法でまだ医薬品開発の実験段階にあったため、よく知られた、または十分に実践された治療法ではなかった。化学療法は「最後の手段」と見なされ、利用可能な薬剤と投与量が明確に定義されていなかった。ジェーンと彼女の父親は2人も、化学療法をより利用しやすい癌治療法にしたいと考えていた。彼らは、癌治療としてのナイトロジェンマスタード剤と葉酸拮抗薬の使用を報告した最初のグループであった。葉酸拮抗薬は、細胞が特定の種類のアミノ酸を生成するために必要な体内の葉酸を阻害することができる。葉酸を阻害することにより、細胞はDNA / RNAの新しい鎖を作ることも、有糸分裂を促進するタンパク質を生成することもできない。がん細胞は人体の他のクラスに比べて増殖性が高いため、有糸分裂の発生を防ぐことが重要である。葉酸拮抗薬は、いくつかのタイプの白血病、ホジキン病、リンパ肉腫、黒色腫、乳がん、前立腺がんなど、さまざまな固形腫瘍に対して非常に強力であるため、テストされた葉酸拮抗薬はおそらく最も重要な発見であった。メトトレキサートは、今日でも多くの種類の癌治療に使用されている主要な化学療法の薬剤の1つであり、現代のすべての化学療法の基礎となっている。
彼女の研究には、腫瘍に対するさまざまな薬の効果に関する研究もあった。 1951年、彼女は研究チームとともに、化学療法の薬剤の1つであるメトトレキサートを癌性腫瘍に対する効果的な薬剤として最初に特定した。ライトの初期の研究は、化学療法を実験的な仮想治療の領域から、テストされ、証明された効果的な癌治療の領域にもたらした。したがって、文字通り何百万人もの命を救った。化学療法での彼女の研究は、患者における毒性に起因する個々の薬剤投与に関する調整だけでなく、併用療法の足がかりであることが証明された。彼らの最初の研究では、彼らは各患者の腫瘍を採取し、それを評価して組織培養で再び増殖させた。次に、これらの腫瘍は、腫瘍が摘出される前に患者の治療に使用されたのと同じ薬剤で治療が行われた。図1は薬剤の評価が機能するために必要な臨床基準である。

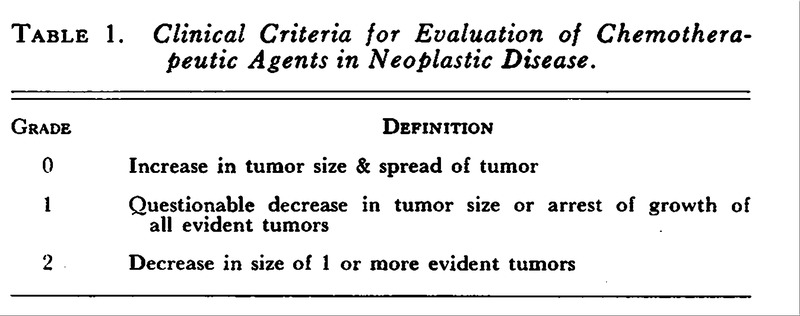
Clinical Criteria for Evaluation of Chemotherapeutic agents.

最終的に、彼らは、患者に与えられた化学療法の薬剤と組織培養で成長した化学療法の薬剤との間に確かに相関関係があると判断した。このことから、ジェーンは腫瘍と戦うメトトレキサートという薬を開発することができた。ジェーンとジェーンの父は、第一次世界大戦で使用されたマスタードガス化合物と同様に、白血病患者の癌細胞の治療に成功したナイトロジェンマスタード剤を導入した。彼女は後に化学療法の組み合わせ研究を開拓し、単に複数の薬剤を投与するだけでなく、連続投与および投与量の変化に注目し、化学療法の有効性を高め、副作用を最小限に抑えた。彼女は、乳がんと皮膚がんの両方の治療法を特定することに成功し、皮膚がん患者の寿命を最大10年延長する化学療法プロトコルを開発しました。彼女はまた、カテーテルシステムを使用して、肝臓や脾臓などの体内の深部にある腫瘍に強力な薬剤を送り込むための非外科的方法を開発した。彼女はキャリアの中で癌化学療法に関する100以上の論文を発表し、Journal of the National Medical Associationの編集委員を務めた。
ジェーンは、細胞生物学者で生理学者のジュエル・プラマー・コブ（著名なアフリカ系アメリカ人女性科学者）とも共同研究を行った。
基礎研究と臨床に加えて、ジェーンは専門的に活動していた。 1964年に、彼女は米国臨床腫瘍学会の設立を支援した7人の医師の中で唯一の女性であり、1971年に、彼女は女性として初めてNew York Cacncer Societyの会長に選出された。ジェーンは1967年にニューヨーク医科大学の副学部長兼癌化学療法部長に任命された。当時の著名な医科大学で最高位のアフリカ系アメリカ人医師、そして最高位のアフリカ系アメリカ人女性医師であった。彼女は、リンドン・ジョンソン米国大統領によって1966年から970年までNational Cancer Advisory Board（National Cancer Advisory Councilとしても知られる）、1964年から1965年までPresident's Commission on Heart Disease, Cancer, and Strokeに任命された。ジェーンは国際的な活動にも活躍し、腫瘍学者の代表団を中国とソビエト連邦、そしてアフリカと東ヨーロッパの国々に派遣した。彼女は1957年にガーナで、1961年にケニアで癌患者への治療に従事した。1973年から1984年には、彼女はAfrican Research and Medical Foundationの副会長を務めた。
ジェーンは1985年に引退し、1987年にニューヨーク医科大学の名誉教授に任命された。自身の化学療法における先駆的な研究について説明する際、彼女はレポーターのFern Eckmanに次のように語った、「未知のことを探求するのはとても楽しい。実験をすることで前向きな貢献ができることほどわくわくすることはない。」 

## 私生活
1947年7月27日、ライトはデビッドD.ジョーンズと結婚し、夫婦にはジェーン・ライト・ジョーンズとアリソン・ジョーンズの2人の娘が生まれた。彼女の夫は弁護士であり、若いアフリカ系アメリカ人のための貧困対策および職業訓練組織の創設者になった。残念ながら、1976年に夫のジョーンズ氏は心不全で亡くなった。
ジェーンは科学だけでなくミステリー小説の読書、水泳、セーリングも好きだった。 1952年にMademoiselle Merit Awardを受賞した彼女は、「私はこれからもがんの治療法を探し続け、子供たちにとって良い母、夫にとって良い妻になりたい」と述べた。

## 論文（代表的なもの）
主要な論文
- J. C. Wright, J. P. Cobb, S. L. Gumport, F. M. Golomb, and D. Safadi, "Investigation of the Relationship Between Clinical and Tissue Response to Chemotherapeutic Agents on Human Cancer", New England Journal of Medicine 257 (1957): 1207-1211.
- J. C. Wright, J. I. Plummer, R. S. Coidan, and L. T. Wright, "The in Vivo and in Vitro Effects of Chemotherapeutic Agents on Human Neoplastic Diseases", The Harlem Hospital Bulletin 6 (1953): 58-63.

代表的な総説論文
- Jane C. Wright, "Cancer Chemotherapy: Past, Present, and Future -- Part I.", Journal of the National Medical Association, v.76, n.8, pp. 773–784 (1984).

## 功績
- "Merit Award" from Mademoiselle Magazine (1952) for evaluating the efficacy of chemotherapy[11]
- Damon Runyon Award (1955)
- Elected to membership in Sigma Xi (1962)
- "Spirit of Achievement Award", from Albert Einstein College of Medicine (1965)[2]
- New York City's Harriet Beecher Stowe Junior High, the women's division of the Albert Einstein College of Medicine (1965)
- Links (1965)
- Honorary Doctor of Medical Sciences degree by the Women's Medical College of Pennsylvania (1965)
- Elected to membership in Alpha Omega Alpha (1966)
- Hadassah Myrtle Wreath Award (1967)[2]
- Smith Medal from Smith College (1968)
- American Association for Cancer Research Award (1975)[9]
- Otelia Cromwell Award from Smith College (1981)[9]

栄誉・賞賛
- ジェーンの名を冠した賞の制定: "Jane C. Wright, MD, Young Investigator Award", created in 2011 by American Society of Clinical Oncology and the Conquer Cancer Foundation
- ジェーンの名を冠した講義の制定: "Minorities in Cancer Research Jane Cooke Wright Lectureship", from the American Association for Cancer Research, "given to an outstanding scientist who has made meritorious contributions to the field of cancer research and who has, through leadership or by example, furthered the advancement of minority investigators in cancer research."[2]
- 2014年に放送された『リゾーリ&アイルズ ヒロインたちの捜査線』のエピソードに登場。

## 関連文献
Exhibitions and profiles
- Ciba-Geigy "Exceptional Black Scientists"
- "Dr. Jane Cooke Wright", Changing the Face of Medicine, National Library of Medicine (last visited March 3, 2013).
- "Homecoming for Jane Wright", Ebony, May 1968 (pp. 72–77).
- "Jane Cooke Wright" - YouTube (Video Profile), Feb. 17, 2013, last visited March 3, 2013).

インタビュー記事
- Diann Jordan, Sisters in Science: Conversations With Black Women Scientists (2006), p. 33

Encyclopedias and reference books
- Robert C. Hayden, "Jane Cooke Wright", Black Women in America: Profiles (MacMillan Library Reference USA, New York), p. 321.
- Edward Sidney Jenkins, Patricia Stohr-Hunt, and Exyie C. Ryder, To Fathom More: African American Scientists and Inventors (University Press of America, 1996).
- Benjamin F. Sheaer, Notable Women in the Life Sciences (Greenwood Press, Westport, Connecticut), pp. 405–407.
- "Jane Cooke Wright", Encyclopedia of World Biography (2008)
- Notable Scientists: From 1900 to the Present (Gale, 2001)
- Press, 2000), p. 276 et seq.

こどものための本
- Haber, Louis (1979). Women pioneers of science (1st ed.). New York: Harcourt Brace Jovanovich. ISBN 978-0152992026

死亡記事
- 2013.
- Weber, Bruce. "Jane Wright, Oncology Pioneer, Dies at 93", The New York Times (obituary), March 2, 2013.

論文や資料
- "Jane C. Wright Papers, 1920–2006", Smith College, Sophia Smith Collection